# کروزتا
کروزتا (به پرتغالی: Cruzeta) یک شهرستان در برزیل است که در ریو گرانده شمالی واقع شده‌است.